# FIM-92 Stinger
Die FIM-92 Stinger (zu englisch sting ‚Stachel, Stich, verdeckte Operation‘) ist eine schultergestützte Flugabwehrrakete (englisch Man Portable Air Defense System (MANPADS)) aus den Vereinigten Staaten. Ursprünglich von General Dynamics entwickelt wird sie heute von der RTX Corporation produziert.

## Geschichte

### Entwicklung
Die FIM-92 Stinger wurde als Nachfolger der MANPADS FIM-43 Redeye entwickelt. Aufgrund der unbefriedigenden Leistungen der Redeye entstand noch zum Zeitpunkt ihrer Einführung eine Studie zur Weiterentwicklung dieses Lenkflugkörpers. Die Studie der United States Army und von General Dynamics startete im Jahr 1967 und mündete in das Advanced Seeker Development Programme (ASDP) welches später in Redeye 2 umbenannt wurde. Im März 1972 wurde mit der eigentlichen Entwicklung der XFIM-92 Stinger bei General Dynamics begonnen. Der erste Teststart eines jetzt FIM-92A bezeichneten Lenkflugkörpers erfolgte im November 1973. Bei den weiteren Tests wurden Mängel und Probleme an der Stinger festgestellt. Insbesondere konnte der Zielsuchkopf keine frontal anfliegenden Ziele erfassen. Überhaupt zeigte der Zielsuchkopf nur geringfügig bessere Leistungen als der vom Vorgängermodell. Daher musste die Stinger mehrfach nachgebessert werden. Nachdem sich keine Lösung mit dem problembehafteten Zielsuchkopf abzeichnete, erteilte 1974 das US Army Missile Command (MICOM) der Ford Aerospace den Auftrag zur Entwicklung einer MANPADS mit Laserlenkung. Dieser Lenkflugkörper sollte mit geringem Entwicklungsrisiko als Alternative zur Stinger entwickelt werden. Der erste Teststart dieses Saber bezeichneten Lenkflugkörpers erfolgte im November 1975. Zwischen 1975 und 1976 konnten die Probleme mit der Stinger behoben werden. Weiter wurde die Anzahl der elektronischen Bauteile um 15 % verringert, was die Kosten der Stinger deutlich reduzierte. Daraufhin wurde der Entwurf vom Verteidigungsministerium der Vereinigten Staaten akzeptiert. Nach einer weiteren Testkampagne, bei der 130 Stinger gestartet wurden, bekam General Dynamics im April 1978 den Auftrag zur Serienfertigung der FIM-92A Stinger. Im Jahr 1981 wurde die operationelle Reife der FIM-92A Stinger erreicht. Nach der Einführung bei den Streitkräften der Vereinigten Staaten wurde die Stinger in mehreren Baulosen weiterentwickelt und modernisiert. Im Jahr 1992 wurde die Lenkwaffensparte von General Dynamics an Hughes Electronics veräußert, welche mit Raytheon fusionierte. Seit 1997 erfolgt die Produktion und Weiterentwicklung der Stinger dort. Bis 2022 wurden rund 70.000 FIM-92 Stinger in den USA sowie unter Lizenz in anderen Ländern gefertigt.

### Lizenzbau
Ab den späten 1980er-Jahren erfolgte in verschiedenen Ländern ein Lizenzbau der FIM-92 Stinger. So zum Beispiel in Deutschland bei Dornier GmbH (heute Airbus Defence and Space), in der Schweiz bei der RUAG, in der Türkei bei Roketsan sowie in Japan bei Kawasaki Heavy Industries und Toshiba.

### Spionage
Die Sowjetunion gelangte Anfang der 1980er-Jahre durch einen Mitarbeiter von ITT Inc. in Griechenland an sensible technische Daten der Stinger. Weiter wurden im Krieg in Afghanistan (1979–1989) von sowjetischen Truppen Stinger erbeutet und später in der Sowjetunion analysiert. Dabei wurde der Zielsuchkopf und die Elektronik mittels Reverse Engineering nachgebaut, was in die Entwicklung der 9K38 Igla-N mündete. Daneben gelangten auch technische Daten der Stinger in die Volksrepublik China und Nordkorea wo entsprechende Nachbauten entstanden.

### Nachfolgemodell
Die älteren Stinger-Modelle, insbesondere die weit verbreiteten FIM-92E Stinger-RMP Block I haben 2023 das Ende ihrer Nutzungsdauer erreicht. Mit dem Nachrüsten dieser Modelle kann die Nutzungsdauer um 10 Jahre verlängert werden. Im Jahr 2020 wurde Raytheon und Lockheed Martin beauftragt ein Stinger-Nachfolgemodell zu entwickeln. Dieses soll über mindestens dieselbe Einsatzleistung sowie Flugenveloppe wie die FIM-92J Stinger PROX verfügen. Hinzu soll das Nachfolgemodell in einer sekundären Rolle auch gegen Bodenziele eingesetzt werden können. Zwischen 2026 und 2030 sollen 8.000 neue Lenkflugkörper an die Streitkräfte der Vereinigten Staaten ausgeliefert werden.

## Technik
Das Stinger-System besteht aus einem Transport- und Startrohr (Abschussrohr) aus GFK mit dem Lenkflugkörper sowie dem Start- und Visiergerät (Griffstück). Das gesamte System wiegt schussbereit 15,8 kg.

### Start- und Visiergerät
An das Startrohr wird das Start- und Visiergerät (Griffstück) montiert. Dieses enthält unter anderem eine monokulare Tageslicht-Zieloptik mit Strichplatte, eine Steuerungskarte sowie weitere Bedienelemente und den Abzug. Das Start- und Visiergerät hat ein Gewicht von 2,1 kg. Unten in das Start- und Visiergerät wird der BCU-Behälter (Battery Coolant Unit) eingesetzt. Diese Einwegkartusche enthält eine Thermalbatterie, die das Stinger-System vor dem Lenkflugkörperstart während rund 45 Sekunden mit 20 Volt elektrischer Spannung versorgt und eine Gasflasche. Sie enthält Argon unter einem Nenndruck von knapp 414 bar. Das Gas wird verwendet, um durch den Joule-Thomson-Effekt die Infrarotdetektoren des Zielsuchkopfes zu kühlen. Die BCU wiegt 0,4 kg. Optional kann mit dem Stinger-System ein Gerät zur Freund-Feind-Erkennung (IFF) vom Typ AN/PPX-3 verwendet werden. Dafür wird auf das Start- und Visiergerät eine faltbare Antenne mit einem Gewicht von rund 2 kg aufgesetzt. Das zugehörige IFF-Antwortgerät wiegt rund 2,6 kg und wird im Bandelier des Schützen untergebracht. Antenne und Antwortgerät sind mit einem Datenkabel verbunden. Als weitere Option stehen für das Stinger-System die Nachtsichtgeräte F4960 oder AN/PAS-18 WASP (Wide Angle Stinger Pointer) mit einem Sichtfeld von 12×20° zur Verfügung.

### Lenkflugkörper

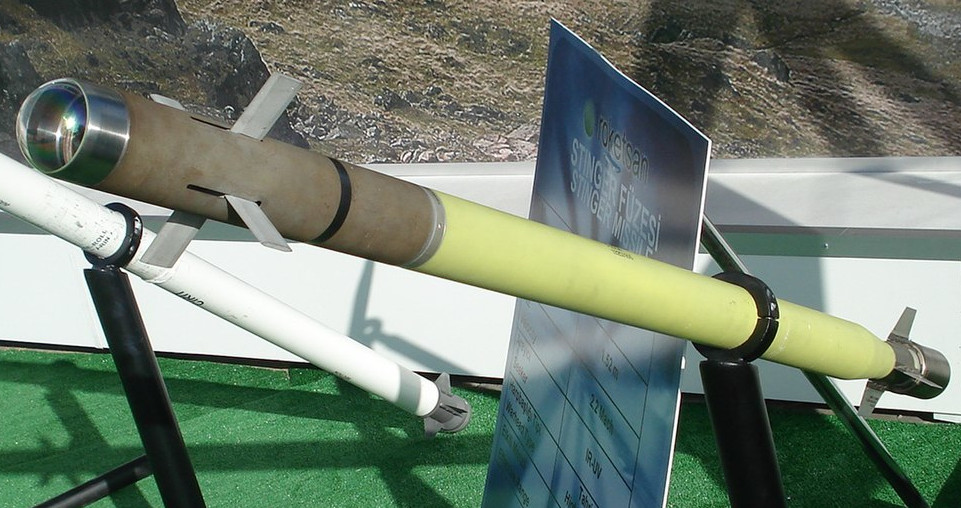
Ein von Roketsan unter Lizenz produzierter Stinger-Lenkflugkörper; zwei vordere Flügel sind schwenkbare Steuerflächen

Der Lenkflugkörper ist in einem Transport- und Startrohr (Abschussrohr) untergebracht. Dieser Behälter wiegt beladen 13,3 kg. Der Lenkflugkörper wiegt 10,1 kg und hat einen schlanken, zylinderförmigen Rumpf. Dieser ist inklusive der Ausstoßladung am Heck 1,52 m lang. Im Flug hat der Lenkflugkörper eine Länge von 1,37 m. Der Lenkflugkörper ist in sechs Sektionen aufgeteilt: Hinter der transparenten Lenkflugkörperspitze befindet sich der bewegliche Zielsuchkopf. Dieser ist ein passiver Infrarot-Zielsuchkopf und sendet keine elektromagnetischen Wellen aus. Da der Lenkflugkörper während des Fluges um die Längsachse rollt, ist der Zielsuchkopf mit einer kardanischen Aufhängung im Rumpf verbaut. Bei der ersten Ausführung FIM-92A werden im Zielsuchkopf Detektoren mit Indiumantimonid für Mittleres Infrarot verwendet. Dieser Zielsuchkopf arbeitet auf einer Wellenlänge von 3,5–5,0 µm. Vor dem Start werden die Detektoren durch Argon aus dem BCU-Behälter gekühlt. Ab der Ausführung FIM-92B wird als Zielsuchkopf das Dual Detector Assembly (DDA) verwendet. Bei diesem sind neben den Indiumantimonid-Detektoren zusätzlich Cadmiumsulfid-Halbleiter für den UV-Bereich verbaut. Diese arbeiten auf einer Wellenlänge von 0,3–0,4 µm. Dieser Zielsuchkopf verwendet eine Rosettenabtastung und arbeitet nach dem Prinzip der digitalen Signalverarbeitung mit Frequenzmodulation. Hinter dem Zielsuchkopf ist die Lenkeinheit untergebracht. Diese besteht aus der Elektronik sowie dem Trägheitsnavigationssystem. Weiter sind hier ein Gasgenerator und Nickel-Cadmium-Akkumulatoren für die Energieversorgung verbaut. Ebenso sind hier die Aktoren sowie vier ausklappbaren Flügel untergebracht. Davon sind zwei starre Stabilisierungsflächen und zwei sind bewegliche Steuerflächen. Dahinter folgt der 1,02 kg wiegende Gefechtskopf. Dieser besteht aus einem Hohlzylinder aus einer pyrophoren Titanlegierung, der mit 320 g HTA-Sprengstoff befüllt ist. Hinten auf dem Hohlzylinder ist der M934E6-Aufschlagzünder mit dem Hard Target Sensor (HTS) montiert. Dahinter ist das Mk 12-Feststoffraketentriebwerk von Atlantic Research Corporation (heute Aerojet) verbaut. Dieses verwendet als Raketentreibstoff Ammoniumperchlorat-Verbundtreibstoff mit Hydroxyl-terminiertem Polybutadien als Träger. Das Raketentriebwerk arbeitet mit zwei Schubstufen. Die erste Schubstufe verwendet einen schnellabbrennenden Treibsatz, der den Lenkflugkörper nach dem Start innerhalb kurzer Zeit auf die Maximalgeschwindigkeit beschleunigt. Nach dem Ausbrennen der ersten Stufe brennt verzugslos die zweite Schubstufe ab, die für das Aufrechterhalten der Geschwindigkeit sorgt. Zuhinterst im Heck befindet sich die Düse. Weiter sind dort vier Faltleitwerke angebracht. Am Lenkflugkörperheck ist die Ausstoßladung angebracht. Diese stößt den Lenkflugkörper aus dem Transport- und Startrohr und fällt danach zu Boden. Verwendet wird ein schnellabrennendes Feststoffraketentriebwerk mit demselben Raketentreibstoff wie der des Lenkflugkörpers.

## Startplattformen

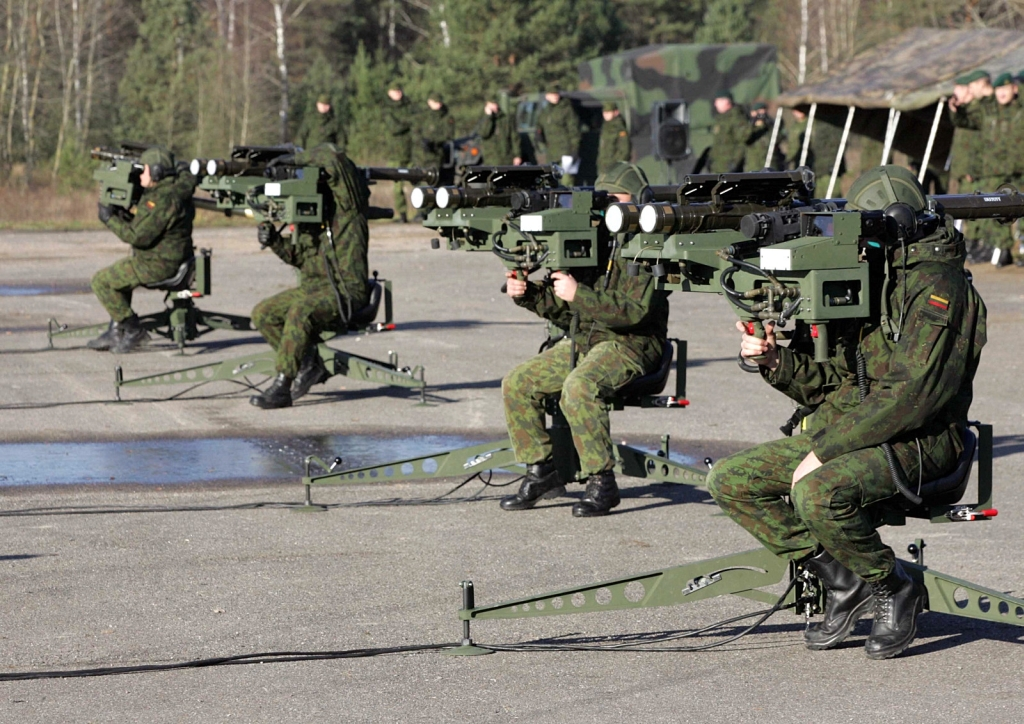
Litauische Schützen mit Stinger-Systemen

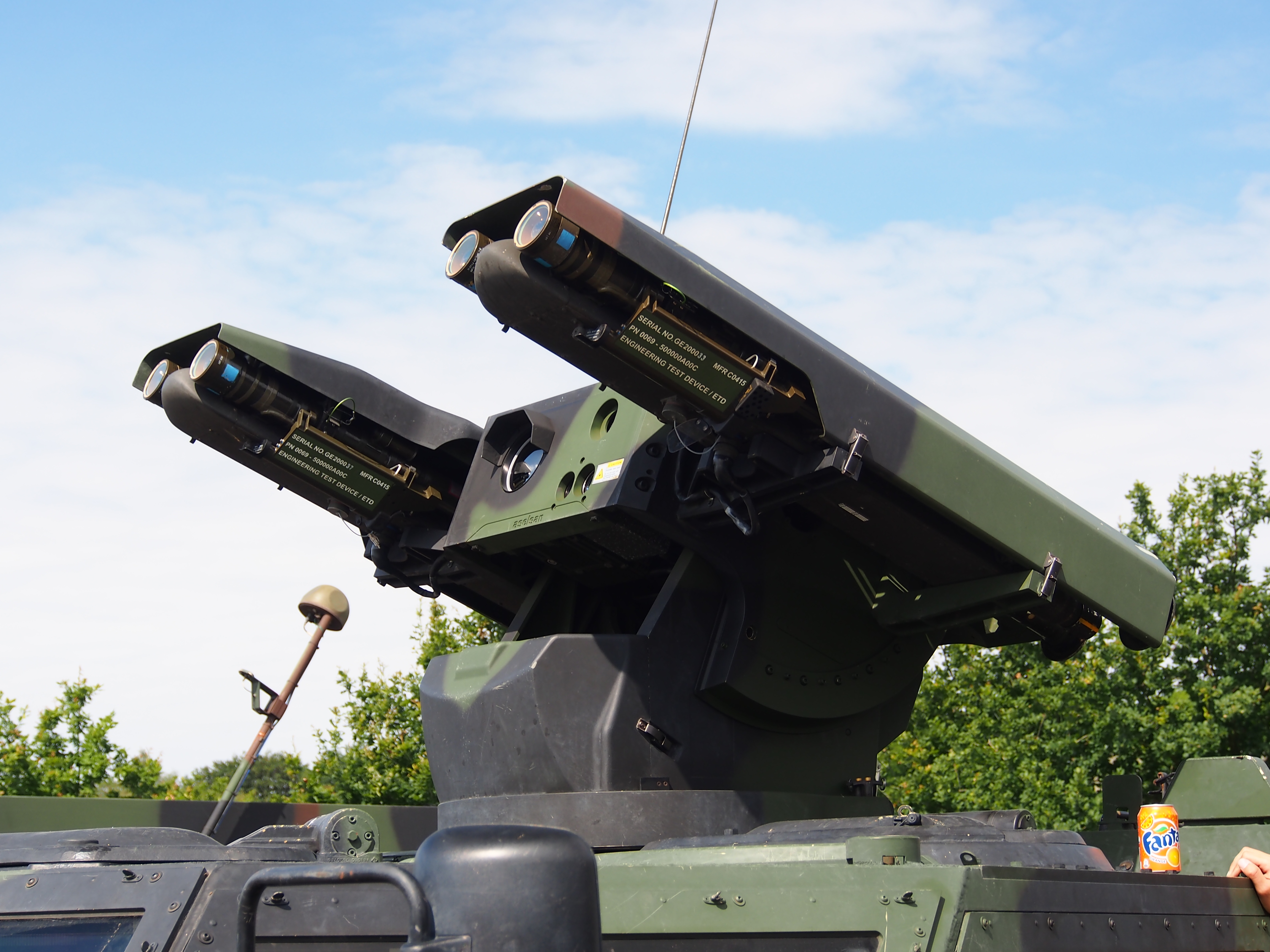
4 Stinger-Raketen auf einem Spähwagen Fennek

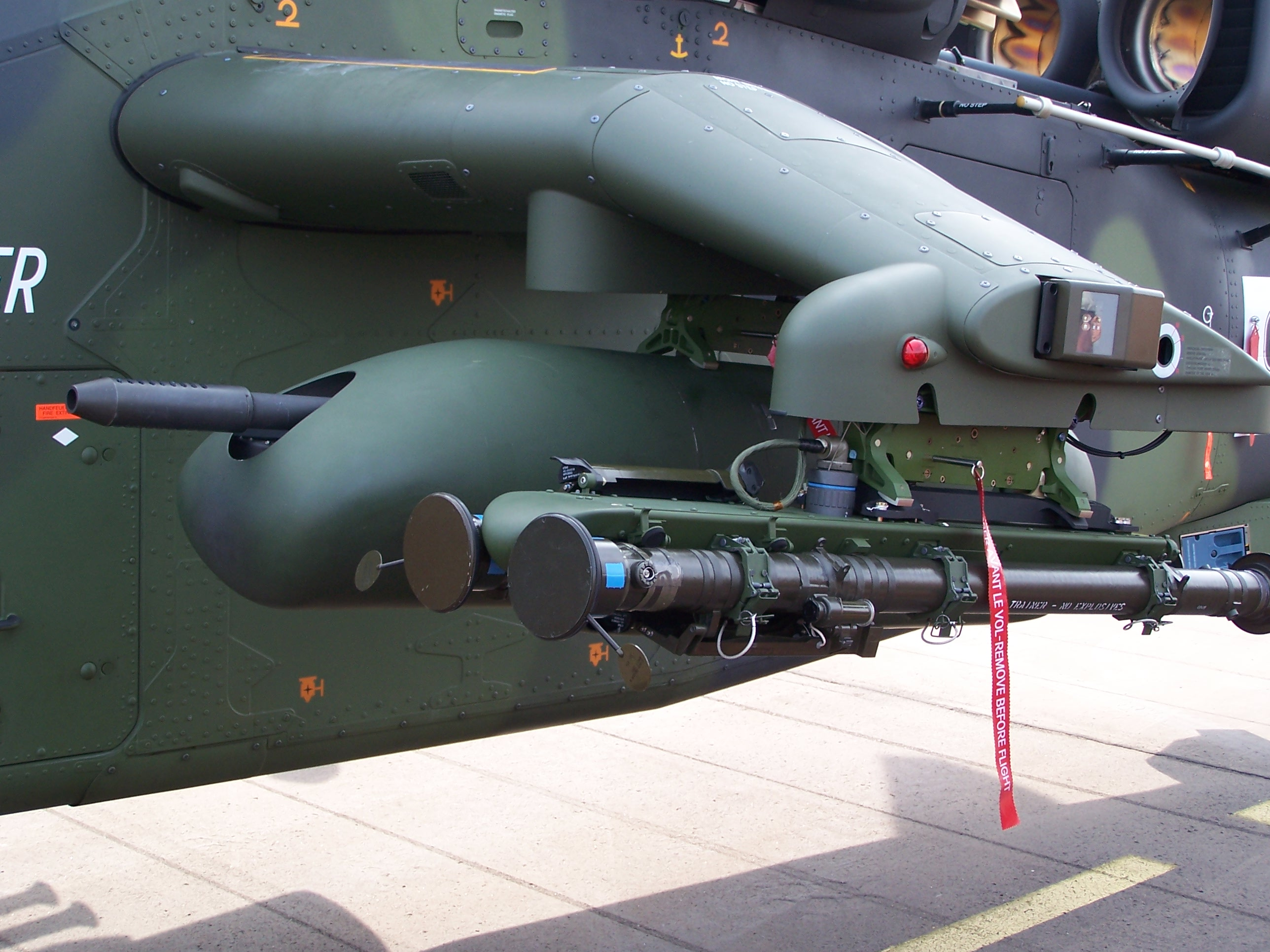
Air-to-Air-Stinger (ATAS) an einer Außenlaststation eines Eurocopter Tiger

Die FIM-92 Stinger wurde zur Verwendung als schultergestützte Flugabwehrrakete (MANPADS) entwickelt. Daneben kann sie ab verschiedenen weiteren Startplattformen gestartet werden. So existieren verschiedene Startanlagen, bestehend aus einem Dreibein mit Sitzfläche und optionalem Wetterschutzdach für den Schützen. Auf beiden Seiten des Schützen können zwei bis vier Stinger-Abschussrohre montiert werden. Dem Schützen steht eine Visiereinrichtung mit optionalem Nachtsichtgerät zur Verfügung. Solche Startanlagen werden in den USA, Deutschland, der Türkei, in Dänemark und anderen Staaten produziert. An diese Startanlagen kann das C2-System Stinger Alerting and Cueing System (MACS) montiert werden. Dieses empfängt über ein Funkgerät Daten von der Luftraumüberwachung. Dem Schützen werden dabei auf einem Anzeigetablett die Flugrouten (Azimut und Elevation) von Luftzielen dargestellt. Damit wird eine Frühwarnung für den Schützen sichergestellt.
Weiter kann die FIM-92 Stinger von Fahrzeugen gestartet werden. Dabei werden die Stinger-Abschussrohre an den drehbaren Waffenturm des Fahrzeuges montiert. Im Waffenturm ist für den Schützen die Visiereinrichtung mit optionalem Nachtsichtgerät und Laser-Entfernungsmesser verbaut. Bei der US Army wird die Stinger auf den Fahrzeugen AN/TWQ-1 Avenger sowie den Flugabwehrpanzern M6 Linebacker und Sgt Stout (M-SHORAD) verwendet. Das United States Marine Corps verwendete die Stinger auf dem LAV-AD. Daneben existieren auch einfache, drehbare Startvorrichtungen, die auf den Pritschen von leichten Fahrzeugen und Lastkraftwagen verbaut werden können.
Die FIM-92 Stinger kann auch auf Kriegsschiffen installiert werden. Diese Ausführung wird Naval Stinger bezeichnet. Dafür existieren manuelle, von einem Schützen bediente Startanlagen mit zwei bis vier Stinger-Startrohren. Weiter bieten die USA und Dänemark auch fernbedienbare Startanlagen mit vier bis acht Stinger-Startrohren an.
Als Luft-Luft-Lenkflugkörper kann die FIM-92 Stinger von Hubschraubern eingesetzt werden. Diese Ausführung wird Air-to-Air Stinger (ATAS) oder inoffiziell AIM-92 Stinger bezeichnet. Dabei werden die Stinger-Abschussrohre an die Stummelflügel der Hubschrauber montiert. Bei den Streitkräften der Vereinigten Staaten können die Hubschrauber AH-1 „Cobra“, OH-58 „Kiowa“, UH-60 „Blackhawk“, und AH-64 „Apache“ mit der Stinger ausgerüstet werden. Daneben kann die Stinger auch mit den europäischen Hubschraubern A129 „Mangusta“, Eurocopter Tiger, Bo-105, Lynx, AW249 „Fenice“ sowie T129 „Atak“ eingesetzt werden. Weiter setzten die Streitkräfte der Vereinigten Staaten die Stinger mit den unbemannten Luftfahrzeugen MQ-1 „Predator“ und MQ-9 „Reaper“ ein.

## Varianten
Die Lenkflugkörper der Hauptserien sind fett dargestellt.
- FIM-92A, Stinger Basic: Das Basismodell, welches von 1977 bis 1987 produziert wurde. Die FIM-92A verwendet einen IR-Zielsuchkopf für mittleres Infrarot (3,5–5,0 µm) mit einem Analog-Digital-Steuersystem. Insgesamt wurden 15.669 produziert. Die maximale Reichweite beträgt über 4 km bei einer Dienstgipfelhöhe von 3.500 m.[4][3]

- FIM-92B, Stinger POST (Passive Optical Seeker Technique): Diese Version verwendet den Zielsuchkopf mit dem Dual Detector Assembly von Hughes Electronics mit digitaler Signalverarbeitung. Der Zielsuchkopf arbeitet auf zwei unterschiedlichen Wellenlängen zwischen 3,5 und 5,0 µm (IR) und 0,3–0,4 µm (UV) mit Rosettenabtastung. Hierdurch wird eine deutlich höhere Resistenz gegenüber Gegenmaßnahmen (Flares) und natürlichen Störungen erreicht. Die Produktion lief von 1983 bis 1987, wobei insgesamt 600 Lenkwaffen produziert wurden. Die maximale Reichweite beträgt über 4,8 km bei einer Dienstgipfelhöhe von 3.800 m.[4][3]

- FIM-92C, Stinger RMP (Reprogammable Micro Processor): Diese Ausführung wurde zwischen 1984 und 1988 entwickelt und verwendet denselben Zielsuchkopf wie das Vorgängermodell. Das Start- und Visiergerät (Griffstück) wurde mit einer neuen Steuerungskarte mit einem zusätzlichen Speichermodul ausgerüstet. Über eine Kabelschnittstelle kann damit eine neue Firmware in die Mikroprozessoren der Lenkflugkörper-Elektronik geladen werden. Damit lässt sich das Stinger-System in kurzer Zeit neu konfiguriert, um auf neue Arten von Gegenmaßnahmen reagieren zu können. Weiter wurden durch den Austausch von Elektronikkomponenten im Zielsuchkopf die Störresistenz nochmals gesteigert. Ebenso konnte die Treffererwartung gegenüber langsamen und sehr tiefliegenden Zielen wie Hubschrauber verbessert werden. Von 1988 bis 1991 wurden für die Streitkräfte der Vereinigten Staaten 20.0550 Exemplare gebaut. Mehr als 14.500 FIM-92C wurden im Lizenzbau in verschiedenen Staaten produziert.[1][23]
- FIM-92D: Bei dieser Version wurde die Elektronik angepasst sowie zusätzliche Filter im Zielsuchkopf integriert, um die Störresistenz weiter zu steigern. Insgesamt wurden 5.000 ältere Stinger zur FIM-92D umgebaut.[5][14]

- FIM-92E, Stinger-RMP Block I: Diese Ausführung entstand Anfang der 1990er-Jahre. Bei der FIM-92E wurde eine neue Trägheitsnavigationsplattform mit Laserkreisel verbaut. Weiter wurden die Nickel-Cadmium-Akkumulatoren im Lenkflugkörper durch Lithium-Ionen-Akkumulatoren ersetzt. Durch einen neu hinzugefügten Rollsensor und eine überarbeitete Steuerungssoftware konnte das Flugverhalten maßgeblich verbessert werden. Zudem wurde die Leistung gegenüber kleinen Zielen wie Drohnen und leichten Aufklärungshubschraubern verbessert. Die FIM-92E existiert entweder als Nachrüstprogramm oder als Neuproduktion. Ab 1995 wurden über 44.000 FIM-92E produziert bzw. nachgerüstet. Bei den Streitkräften der Vereinigten Staaten wurde nahezu der gesamte Bestand an Stinger-Lenkwaffen durch diese Variante ersetzt.[1][2][14]

- FIM-92F: Diese Ausführung entstand Anfang der 2000er-Jahre. Sie erhielt ein Software-Upgrade, das die Fähigkeit verbessert, Ziele von Gegenmaßnahmen zu unterscheiden. Weiter sollen kleine Ziele besser bekämpft werden können.[5][14]

- FIM-92G: Diese Ausführung ist eine nicht näher beschriebene Aufwertung der FIM-92D.[5]

- FIM-92H: Bei dieser Ausführung handelt es sich FIM-92D-Lenkflugkörper die auf den Stand der FIM-92E nachgerüstet wurden.[24]

- FIM-92I, Stinger-RMP Block II: Diese Variante sollte auf Basis der FIM-92E entwickelt werden. Kernstück war ein abbildender Infrarotzielsuchkopf mit Focal Plane Array (FPA), der auch bei der AIM-9X zum Einsatz kommt. Durch diese Modifikation hätte die Erfassungsreichweite als auch die Resistenz gegenüber Störmaßnahmen stark gesteigert werden können. Veränderungen an der Zelle hätten darüber hinaus eine signifikante Reichweitensteigerung ermöglicht. Der Lenkflugkörper erreichte zwar die Erprobungsphase, das Programm wurde 2002 aus Budgetgründen gestrichen.

- FIM-92J:, Stinger PROX (Stinger Proximity Fuze): Diese Ausführung entstand aufgrund eines Urgent Operational Requirement (UOR) der Streitkräfte der Vereinigten Staaten. Die FIM-92J ist eine modernisierte Ausführung der FIM-92E aus dem Jahr 2018. Dabei wurde der Raketenmotor sowie die älteren elektronischen Bauteile durch modernere ersetzt. Weiter ist die FIM-92J mit einem neuen Gefechtskopf sowie einem Radar-Annäherungszünder vom Typ M934E7 ausgerüstet. Damit sollen auch kleine Drohnen sowie Marschflugkörper bekämpft werden können. Die FIM-92J existiert entweder als Neuproduktion oder als Nachrüstprogramm. Mit dem Nachrüsten älterer Stinger auf diesen Stand kann die Nutzungsdauer um 10 Jahre verlängert werden. Die Streitkräfte der Vereinigten Staaten haben in einem Sofortprogramm 4.010 ältere Stinger auf den Stand FIM-92J nachgerüstet. Die maximale Reichweite der FIM-92J beträgt über 5 km bei einer Dienstgipfelhöhe von rund 4.000 m.[25][26][27][28][29]

- FIM-92K: Dies ist eine Ausführung der FIM-92J mit zusätzlichem Datenlink für den Einsatz ab Kampfhubschraubern und dem AN/TWQ-1 Avenger.[28]
- FIM-92L: Diese Ausführung wurde erstmals im Jahr 2023, ohne nähere Beschreibung erwähnt. Vermutlich handelt es sich um ältere Stinger-Ausführungen, welche auf den Stand der FIM-92J/K nachgerüstet wurden.[30]

- ATAS, Air-to-Air Stinger: ATAS steht für verschiedene Stinger-Varianten für den Einsatz ab Hubschraubern und Drohnen. Die Air-to-Air Stinger wurde zwischen 1984 und 1988 als Luft-Luft-Lenkflugkörper für den Selbstschutz von Hubschraubern entwickelt. Analog den bodengebundenen Stinger-Ausführungen, wurde auch ATAS in verschiedenen Ausbaustufen an die aktuelle Bedrohungslage angepasst und modernisiert. Mit der inoffiziell AIM-92 Stinger bezeichneten Variante können Flugzeuge und Hubschrauber auf Distanzen von rund 5 km bekämpft werden.
- ADSM, Air Defence Suppression Missile: Dies war das Projekt einer Stinger-Ausführung als Luft-Boden-Lenkflugkörper zur Bekämpfung von Radaranlagen. Der Lenkflugkörper war anstelle des IR-Zielsuchkopfes mit einem passiven Radarsucher ausgestattet. Das Projekt startete 1983 und wurde 1986 abgebrochen.

## Funktionsweise

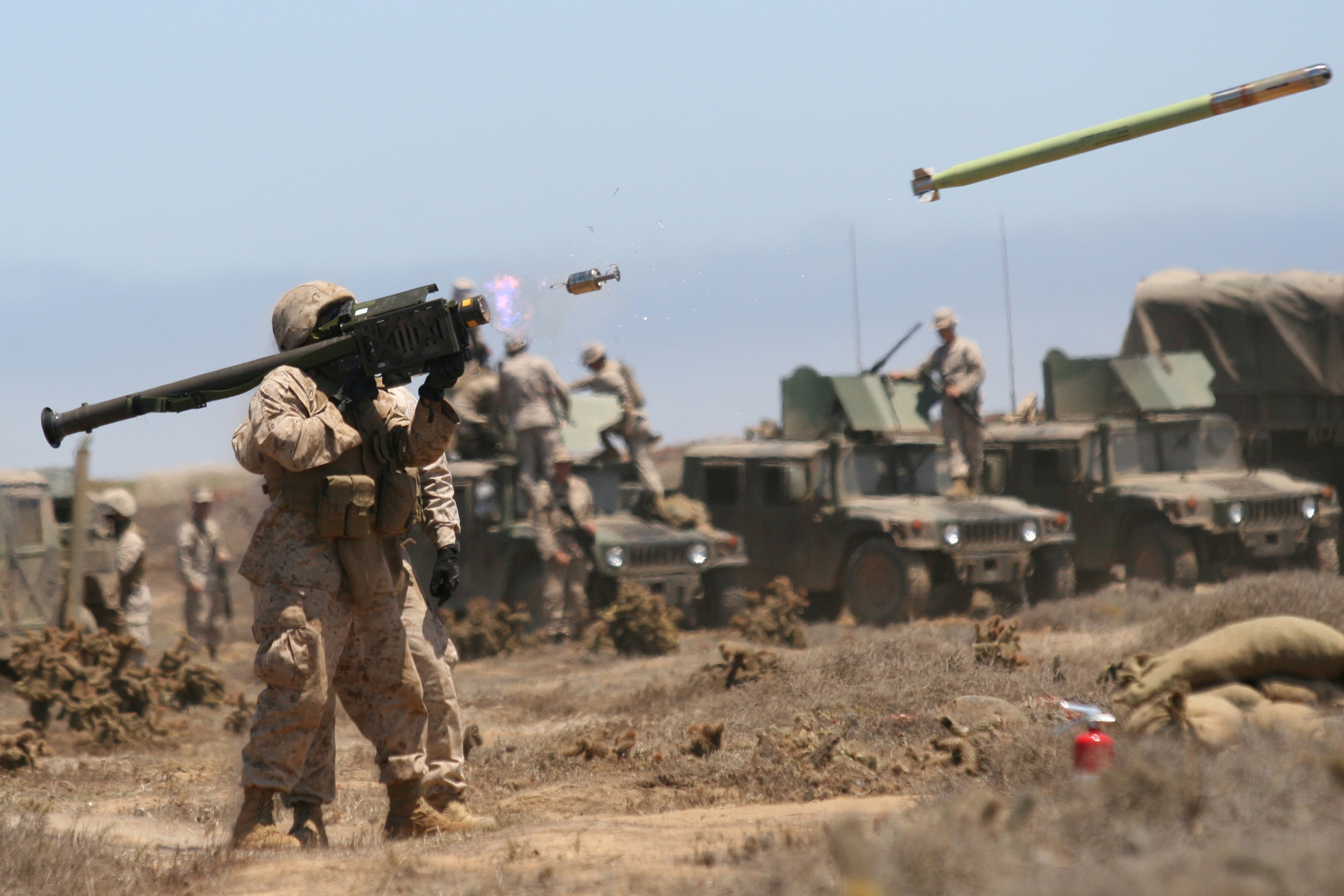
Start eines Stinger-Lenkflugkörpers (hinter dem Lenkflugkörper ist die gesonderte Ausstoßladung zu sehen)

Die FIM-92 Stinger funktioniert nach dem Fire-and-Forget-Prinzip, d. h. nach dem Abfeuern verfolgt der Lenkflugkörper sein Ziel selbstständig. Mit der Stinger können Flugzeuge, Hubschrauber und unbemannte Luftfahrzeuge bekämpft werden. Der horizontale Einsatzbereich des Lenkflugkörpers liegt bei 0,2 bis über 5 km, bei einem vertikalen Kampfbereich von faktisch Bodenhöhe bis rund 4.000 m. Die maximale Schussdistanz wird mit rund 8 km angegeben. Dabei können Flugziele frontal, im Vorbeiflug oder wegfliegend bekämpft werden. Gemäß Hersteller soll mit der FIM-92 Stinger eine Trefferwahrscheinlichkeit von 80–90 % erreicht werden.
Das Stinger-System ist innerhalb von wenigen Sekunden feuerbereit. Zuerst muss der Schütze die IFF-Antenne entfalten und das Stinger-System an das zugehörige IFF-Antwortgerät anschließen. Nachdem der Schütze die Waffe geschultert hat, wird die BCU-Kartusche in das Start- und Visiergerät eingesetzt sowie die Frontabdeckung des Abschussrohrs entfernt, um den Zielsuchkopf freizulegen. Nachdem der Schütze ein Ziel anvisiert hat, betätigt er die Taste für die IFF-Abfrage. Innerhalb von 0,7 Sekunden erhält der Schütze ein akustisches Signal, ob das Ziel Freund oder Feind ist. Jetzt aktiviert der Schütze mit einem Schalter das Stinger-System und verfolgt das Ziel weiter. Der Zielsuchkopf wird nun aktiviert und wird innerhalb von 3–5 Sekunden durch das Argon aus der BCU-Kartusche auf unter −100 °C gekühlt. Weiter wird das Gyroskop der Trägheitsnavigationsplattform sowie die Elektronik hochgefahren. Sind die Infrarotemissionen stark genug und die Winkelgeschwindigkeit im zulässigen Bereich, wird dies durch ein Vibrationsalarm im Schaft sowie einem akustischen Signal gemeldet. Mit einer Verzögerung von rund 1,7 Sekunden wird der Abzug freigegeben und der Lenkflugkörper kann gestartet werden. Die Gesamtzeit für die Zielverfolgung und Aktivierung des Stinger-Lenkflugkörpers beträgt unter optimalen Bedingungen etwa 6–8 Sekunden. Eine gescheiterte Aufschaltung wird durch einen anderen Ton angegeben, wonach der Schütze erneut zielen kann. Der Start des Lenkflugkörpers erfolgt nach dem Kaltstart-Prinzip. Die schnellabrennende Ausstoßladung stößt den Lenkflugkörper mit rund 38 m/s aus dem Transport- und Startrohr. Dabei entsteht ein Rückstoß von rund 3,6 N sowie ein Abschussknall von rund 168 dB. Beim Lenkflugkörper-Start soll der Schütze für 3–5 Sekunden den Atem anhalten um keine giftigen Abgase einzuatmen. Nach dem Ausstoß aus dem Startrohr werden am Lenkflugkörper die beiden Steuerflächen ausgeklappt und die vier Leitwerke im Heck entfaltet. Die ausgebrannte Ausstoßladung fällt vor dem Startrohr zu Boden. In einer Entfernung von rund 9 m zum Schützen zündet das Feststoffraketentriebwerk und beschleunigt die Stinger innerhalb knapp zwei Sekunden auf rund Mach 2,2. Unter optimalen Bedingungen erreicht die Stinger eine Brennschlussgeschwindigkeit von bis zu Mach 2,52. Hat der Lenkflugkörper eine Beschleunigung von 22g erreicht, wird der Gefechtskopf entsichert und bei Mach 1 werden neben den beiden Steuerflächen die beiden Stabilisierungsflächen ausgeklappt. Dabei erreicht der Lenkflugkörper durch seine Rotation um die Längsachse und die Leitwerke eine stabile Flugbahn. Die Zielverfolgung durch den Lenkflugkörper erfolgt nach dem Prinzip der Proportionalnavigation, das heißt die Elektronik errechnet die Winkelgeschwindigkeit des Ziels und errechnet Steuerbefehle, um die Differenz auf Null zu bringen. Dabei kann die Stinger Flugmanöver mit einer maximalen Querbelastung von 8g ausführen. Der Lenkflugkörper vollführt am Schluss ein zieladaptives Flugmanöver, um in den Flugzeugrumpf und nicht in den Triebwerksauslass einzuschlagen (im optimalen Fall direkt in den Treibstofftank des Flugzeuges). Beim Aufschlag im Ziel wird der Gefechtskopf durch den Aufschlagzünder mit einer kurzen Verzögerung im Inneren des Ziels zur Detonation gebracht. Dabei entstehen neben der Gasschlagwirkung brennende Fragmente, die mit großer Energie freigesetzt werden. Wird das Ziel verfehlt, so zerstört sich der Lenkflugkörper nach einer Flugzeit von 15–19 Sekunden durch Selbstzerstörung.

## Kriegseinsätze
Gemäß Hersteller wurden bis 2023 bei Kriegseinsätzen über 270 Flugzeuge und Hubschrauber mit der FIM-92 Stinger abgeschossen.

### Falklandkrieg
Der erste Kriegseinsatz der FIM-92 Stinger erfolgte im Falklandkrieg. Am 21. Mai 1982 schoss ein Trupp des Special Air Service (SAS) eine FMA IA 58 „Pucará“ mit einer FIM-92 Stinger ab. Neun Tage später wurde ein argentinischer SA 330 „Puma“ mit einer Stinger abgeschossen. Insgesamt startete der Special Air Service fünf Stinger, die zwei Ziele trafen und zum Absturz brachten.

### Sowjetische Intervention in Afghanistan
Nach dem Einmarsch sowjetischer Truppen in Afghanistan bewilligte das Kabinett Reagan im März 1985 die Lieferung der Stinger an die afghanischen Widerstandskämpfer. Im Rahmen der Operation Cyclone lieferte die CIA ab 1986, hauptsächlich über den Inter-Services Intelligence (ISI) in Pakistan Stinger-Lenkflugkörper an die Mudschahidin. Diese beschossen damit u. a. die sowjetischen Kampfhubschrauber vom Typ Mi-24 „Hind“ und konnten die bis dahin ungefährdete Luftherrschaft der Luftstreitkräfte der Sowjetunion teils brechen. Gemäß dem Inter-Services Intelligence lieferten sie 308 Stinger-Starteinheiten sowie 1.588 zugehörige Lenkflugkörper an die Mudschahidin. Diese starteten 342 Stinger-Lenkflugkörper, welche 274 Luftziele trafen. Nach einer Studie der United States Army sollen mit der Stinger insgesamt 101 Hubschrauber, 92 Transportflugzeuge sowie 81 Kampfflugzeuge getroffen worden sein. Davon sollen über 200 der Ziele zum Absturz gebracht worden sein. Die verwendeten Modelle FIM-92A/B erreichten eine durchschnittliche Abschusswahrscheinlichkeit von rund 79 %
Russischen Angaben zufolge sollen nur 53 Hubschrauber durch schultergestützte Flugabwehrraketen (MANPADS) wie der FIM-92 Stinger, 9K32 Strela-2 und Blowpipe abgeschossen worden sein. Dabei sollen 29 Mi-24 „Hind“ der Stinger zum Opfer gefallen sein. Weiter berichten russische Quellen, dass lediglich 51 Flugzeuge durch MANPADS abgeschossen worden sein. Beim Einsatz gegen Flugzeuge sollen 7,2 % der Abschüsse von FIM-92 Stinger zu einem Verlust geführt haben. Gegen Su-25 „Frogfoot“, Mi-24 „Hind“ und Mi-8 „Hip“ sollen sich Quoten von jeweils 4,7 %, 3,2 % und 18 % ergeben haben.
Je nach Quelle lieferte die CIA über den Inter-Services Intelligence sowie weiteren Akteuren bis zu 2.500 Stinger-Raketen an Mudschahidin und viele der Waffen verblieben nach dem Abzug der Sowjetunion in Afghanistan. Die USA befürchteten, dass die Stinger in die Hände von Terroristen gelangen und gegen zivile Flugzeuge eingesetzt werden könnten, weshalb US-Präsident George H. W. Bush ein geheimes Programm zum Rückkauf der Stinger (Operation MIAS) genehmigte. Nach Schätzungen der CIA waren 1996 noch etwa 600 im Umlauf. Einige davon erschienen in Bosnien, Libanon, Kroatien, Katar, Syrien und in Sri Lanka. Etwa 100 weitere Stinger sollen in den Iran gelangt sein. Der Verkaufspreis einer Stinger auf dem Schwarzmarkt betrug zwischen 80.000 und 150.000 US-Dollar. Die Taliban lehnten 1997 ein Angebot der CIA über den Rückkauf der rund 50 Stinger-Raketen in ihrem Besitz ab. Einige Raketen fielen in den Besitz al-Qaidas, das FBI erfuhr jedoch aus Verhören von Osama bin Ladens langjährigem Leibwächter Abu Jandal im September 2001, dass ihnen die für den Einsatz notwendigen BCU-Kartuschen fehlten.

### Bürgerkrieg in Angola
Im Zuge des Bürgerkrieges in Angola belieferte ab 1986 das Kabinett Reagan die UNITA mit FIM-43 Redeye und FIM-92 Stinger. Ausbilder der CIA waren in Jamba stationiert. Abschusszahlen liegen keine vor.

### Libysch-Tschadischer Grenzkrieg
Im Libysch-Tschadischen Grenzkrieg 1978–1987 setzten französische Truppen sowie später die Streitkräfte des Tschad die FIM-92 Stinger ein. Dabei wurden die Streitkräfte des Tschad unter Hissène Habré wiederum von der CIA mit der Stinger beliefert. Im Laufe des Konfliktes soll der Abschuss einer libyschen C-130 „Hercules“, einer Su-22 „Fitter“ sowie einer MiG-23 „Flogger“ gelungen sein.

### Tadschikischer Bürgerkrieg
Im Tadschikischen Bürgerkrieg soll es der Opposition 1993 gelungen sein, eine russische Su-24 „Fencer“ mit einer FIM-92 Stinger abzuschießen.

### Bürgerkrieg in Sri Lanka
Im Bürgerkrieg in Sri Lanka soll es den Liberation Tigers of Tamil Eelam gelungen sein, mit einer FIM-92 Stinger eine Mi-24 „Hind“ abzuschießen.

### Kargil-Krieg
Während des Kargil-Kriegs 1999 wurde ein indischer Kampfhubschrauber mit einer FIM-92 Stinger abgeschossen.

### Bürgerkrieg in Syrien
Im Bürgerkrieg in Syrien setzt die Freie Syrische Armee die FIM-92 Stinger ein. Abschusszahlen liegen keine vor.

### Russisch-Ukrainischer Krieg

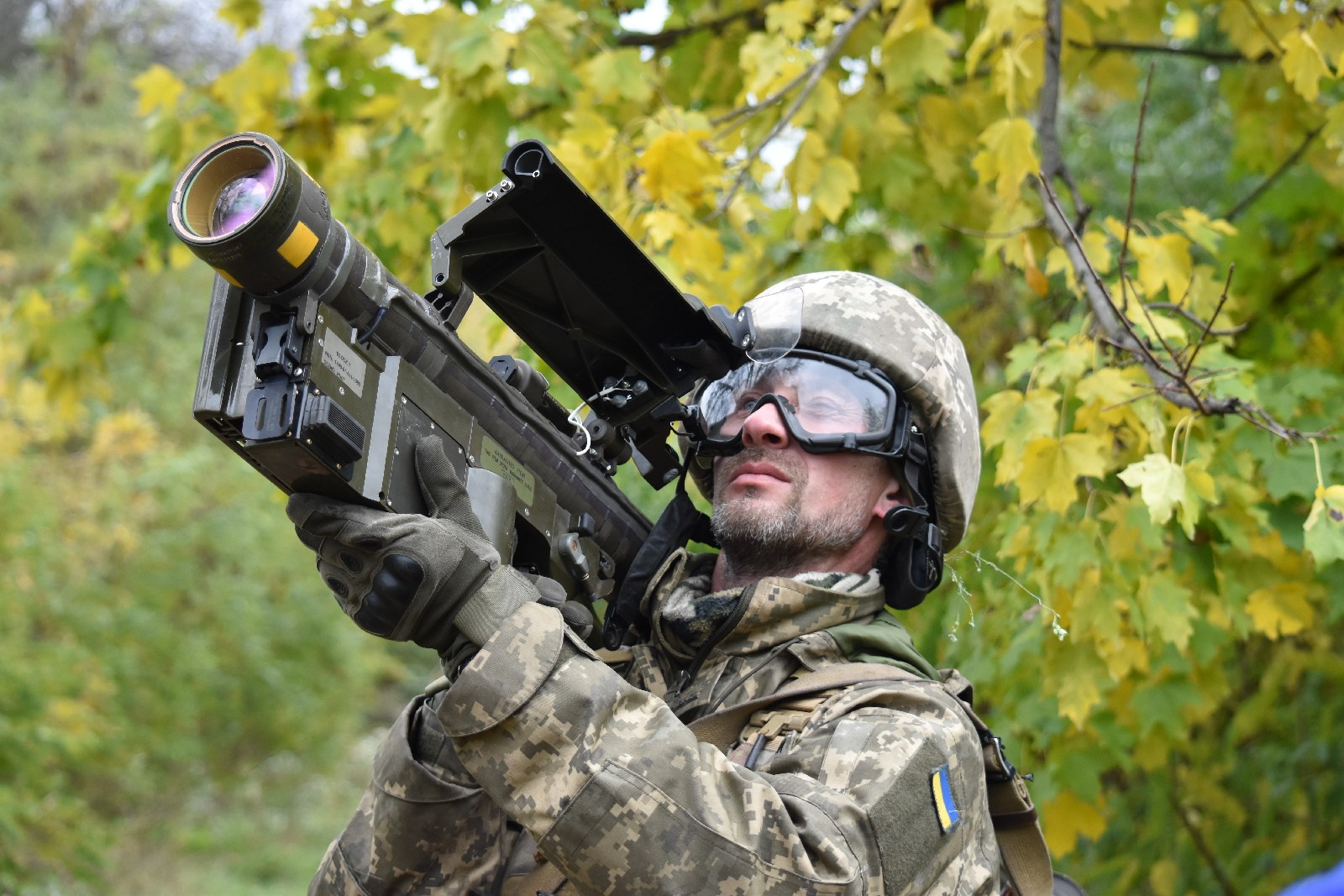
Ukrainischer Soldat mit einer Stinger während dem Russisch-Ukrainischen Krieg

Im Russisch-Ukrainischen Krieg setzen die Ukrainischen Streitkräfte neben anderen MANPADS auch die FIM-92 Stinger ein. Bis zum 7. März 2022 lieferten mehrere westliche Staaten, unter anderem die USA, Lettland sowie die Niederlande, insgesamt 2.000 FIM-92 Stinger an die Ukraine. Deutschland lieferte 500 FIM-92 Stinger aus Beständen der Bundeswehr.

## Stinger in Deutschland und der Schweiz

### Deutschland
Die Bundeswehr verfügt seit dem Ende der 1990er-Jahre über etwa 4.400 Stück dieser Flugabwehrwaffen und setzt sie in allen drei Teilstreitkräften ein:
- Heer: bis 2012 in der Heeresflugabwehrtruppe in Fliegerfaust-Trupps bei Panzerflugabwehrgruppen und leichten Flugabwehrbatterien (auch Sprungeinsatz). Die Heeresflieger verwenden die Stinger an Bord des Kampfhubschraubers Eurocopter Tiger.
- Luftwaffe: als Lenkflugkörper auf dem Waffenträger Ozelot (Variante des Wiesel 2)[56]
- Marine: Fliegerfaust-Trupps zum Schutz von Booten und Landeinrichtungen. In der deutschen Version wird die Stinger ohne das IFF-Gerät eingesetzt, weshalb die faltbare Antenne fehlt.

Die Stinger hatte 1980 ihren Produktionsbeginn in den USA. Die Produktion in Europa begann 1989, seitdem wird die Stinger in verschiedenen Versionen in einer Reihe von Ländern unter Lizenz gefertigt. In Deutschland war dies die Dornier GmbH, heute Teil von Airbus Defence and Space. Die ersten Fliegerfäuste 2 Stinger liefen 1992 Truppenteilen des Deutschen Heeres zu. Gebaut wurden die Stinger für die Bundeswehr und weitere Staaten, darunter auch die Türkei, bei EADS (früher Dornier) in Immenstaad.

### Schweiz
Die Schweizer Armee prüfte 1984 erstmals näher den Vorschlag, das Stinger-System zu beschaffen. Die FIM-92A/B Stinger erschien aber verbesserungswürdig und mit der Beschaffung wurde abgewartet. In den Jahren 1988/89 kam dieses Vorhaben wieder auf den Tisch – mit Erfolg für die Stinger. Bei Versuchen der Gruppe für Rüstungsdienste setzte sich die FIM-92C Stinger RMP in den meisten Belangen gegen die französische Mistral, die schwedische RBS-70 sowie die britische Starstreak durch. Mit dem Rüstungsprogramm 1989 wurde die Beschaffung von 3.500 Stinger-Lenkflugkörpern und rund 492 dazugehörige Startgeräten beschlossen. Das Auftragsvolumen belief sich auf 484 Mio. CHF. Im Jahr 1990 wurde das sogenannte „Kernteam Stinger“ geschaffen und für Versuche nach New Mexico geschickt. In dieser Zeit wurden auch die ersten Instruktoren ausgebildet. Da es in der Schweiz Tradition ist, jedes Waffensystem nicht einzukaufen, sondern in Lizenz zu fertigen, wurden die Schweizer Stinger-Systeme zu anfänglich 40 und später zu 60 % bei dem Eidgenössischen Flugzeugwerk Emmen (heute RUAG) gebaut. 1993 wurde auf dem Waffenplatz Waffenplatz Payerne die erste Stinger-Rekrutenschule durchgeführt. In der Schweizer Armee ersetzten die Stinger-Systeme die 20 mm Fliegerabwehrkanone 54.
Im Jahr 2000 beschaffte die Schweiz eine unbekannte Anzahl AN/PAS-18 Stinger Night Sight (SNS). Mit diesem Nachtsichtgerät wird das Stinger-System bedingt nachtkampftauglich.
Seit 2004 stehen den Stinger-Einheiten 30 mobile Überwachungsradars vom Typ P-STAR ER der Firma Lockheed-Martin zur Verfügung. Dieses hat eine Erfassungsreichweite bis 35 km und ermöglicht eine Luftraumüberwachung bis in eine Höhe von 3 km. P-STAR ER wiegt 180 kg und kann von einem Puch-300 oder Duro transportiert werden. Für das Erstellen der Betriebsbereitschaft benötigen zwei Mann rund 15 Minuten. In der Schweizer Armee trägt das Radar die Bezeichnung ALERT.
Das Schießen mit den Stinger-Lenkflugkörpern ist aufgrund einer fehlenden Schießplatzinfrastruktur mit den notwendigen Sicherheitsdistanzen in der Schweiz nicht möglich. Daher werden in unregelmäßigen Abständen Testschiessen in der Türkei sowie auf der NATO Missile Firing Installation auf Kreta durchgeführt.

## Nutzerstaaten
- Afghanistan – unbekannte Anzahl FIM-92A
- Angola – unbekannte Anzahl FIM-92A
- Ägypten – 1.464 FIM-92A/E
- Bahrain – 70 FIM-92A
- Chile – 378 FIM-92E
- Dänemark – 840 FIM-92A/C/E
- Deutschland – 4.400 FIM-92A/C/D/K
- Finnland – 1.150 FIM-92C/E/K
- Frankreich – 50 FIM-92A
- Griechenland – 3.367 FIM-92A/C/D
- Indien – 568 FIM-92C/H/L
- Irak – 881 FIM-92C/H
- Iran – unbekannte Anzahl FIM-92A
- Israel – 344 FIM-92A/C
- Italien – 786 FIM-92A/F/K
- Japan – 937 FIM-92A
- Katar – 295 FIM-92A/H
- Kuwait – unbekannte Anzahl FIM-92A/C
- Libanon – unbekannte Anzahl FIM-92A
- Litauen – 62 FIM-92E
- Kolumbien – 60 FIM-92C
- Marokko – 200 FIM-92H
- Niederlande – 2.246 FIM-92A/C/D/K
- Oman – 266 FIM-92E
- Pakistan – 150 FIM-92A
- Philippinen – 200 FIM-92H
- Polen – 508 FIM-92K
- Portugal – 30 FIM-92C
- Saudi-Arabien – 600 FIM-92A/C
- Schweiz – 3.500 FIM-92C
- Spanien – unbekannte Anzahl FIM-92C
- Sri Lanka – unbekannte Anzahl FIM-92A
- Südkorea – 1.233 FIM-92A/H
- Taiwan – 2.473 FIM-92C/D/F
- Tschad – 30 FIM-92A
- Türkei – 5.359 FIM-92A/C/E
- Ukraine – >2.500 im Rahmen der Auslandshilfen für die Ukraine aus NATO-Beständen geliefert.[54]
- Vereinigtes Königreich – 386 FIM-92A/D
- Vereinigte Staaten – unbekannte Anzahl aller Ausführungen
- Zypern – unbekannte Anzahl FIM-92C/E

Quellen:

## Galerie

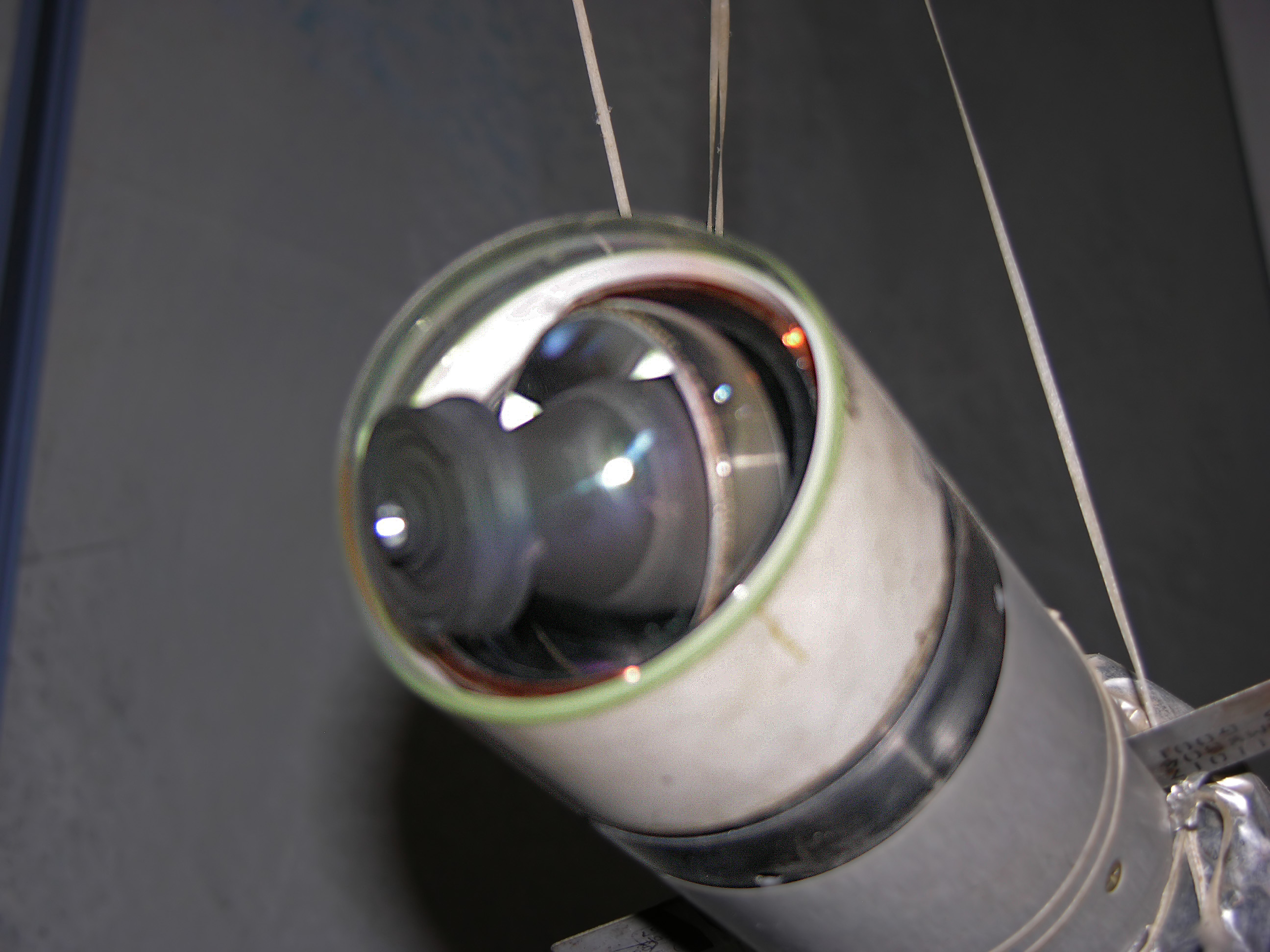
Der bewegliche Zielsuchkopf eines Stinger-Lenkflugkörpers
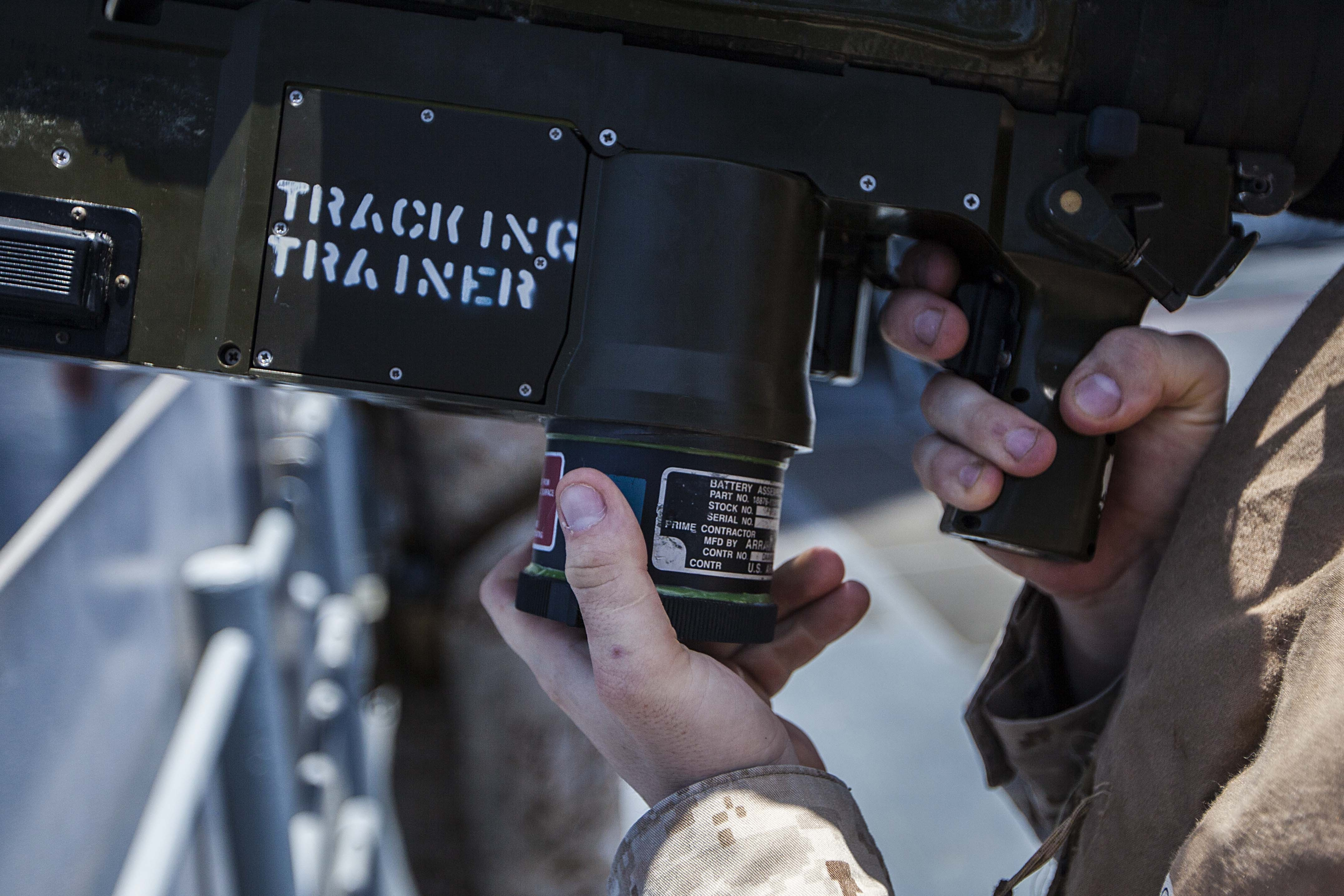
Trainer-BCU-Kartusche wird in das Griffstück eines M134 Stinger Tracking Trainers eingesetzt
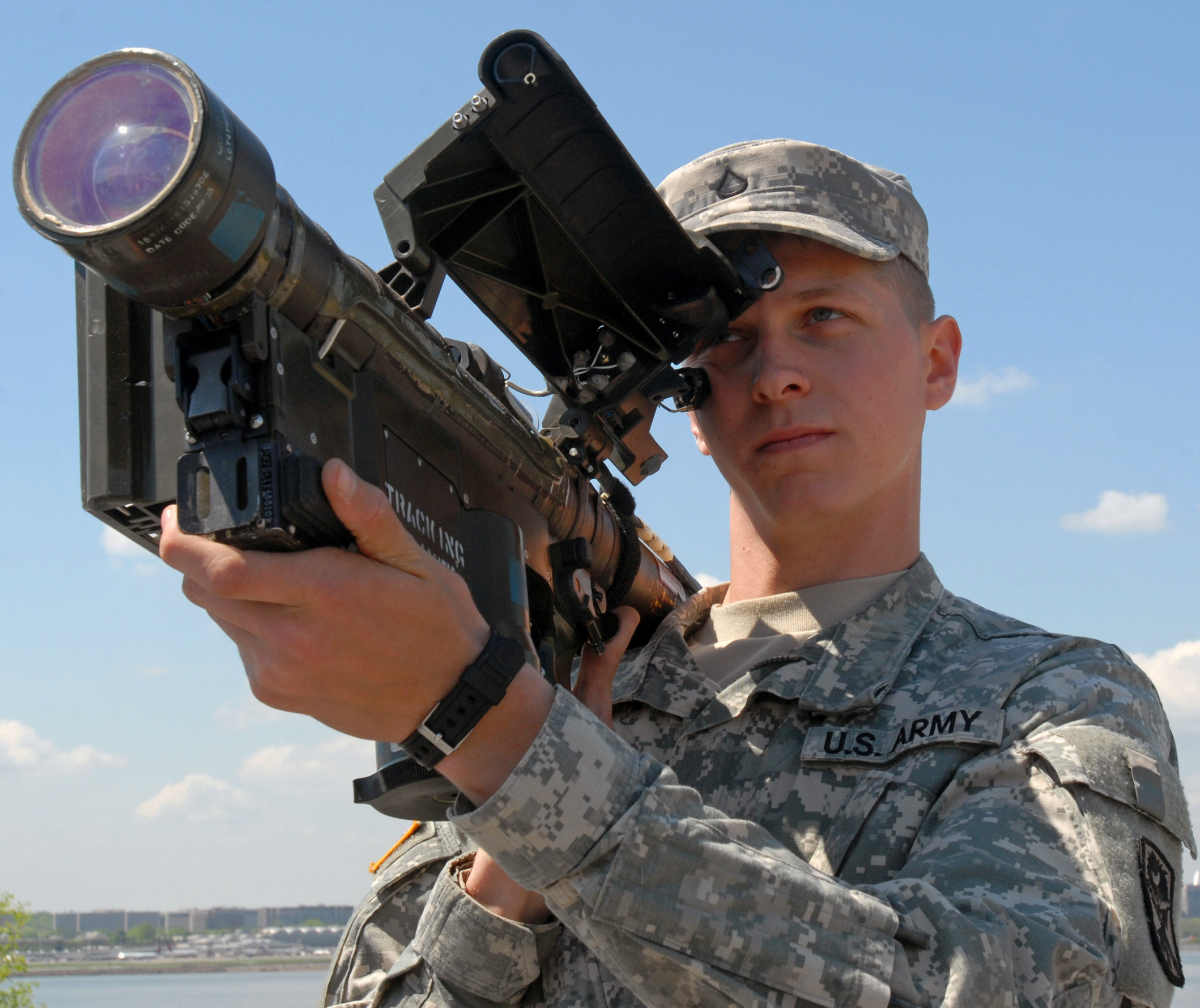
Durch Vibrationen am Jochbein wird dem Schützen die Zielerfassung auch bei starkem Lärm gemeldet
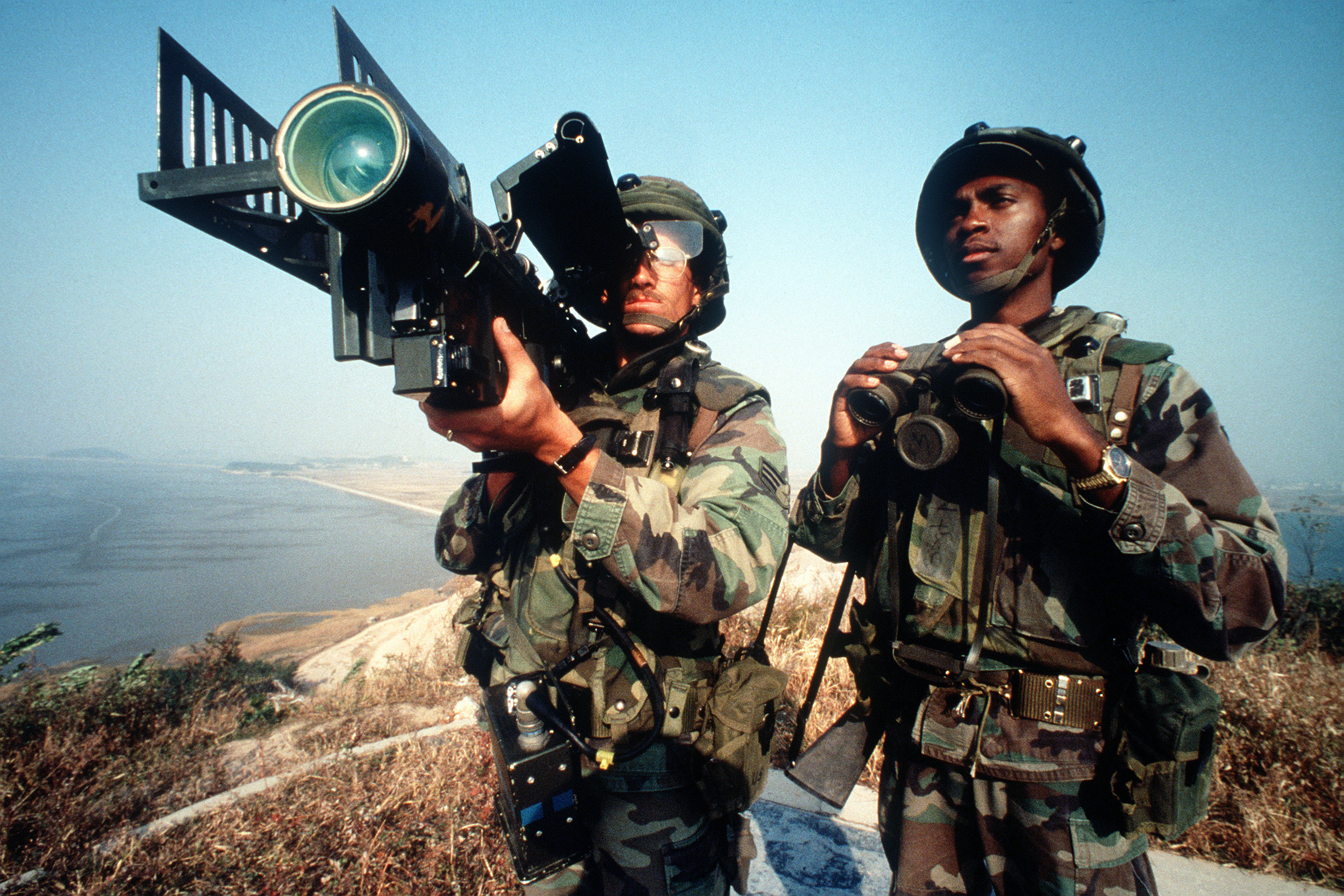
FIM-92 Stinger mit ausgefalteter IFF-Antenne
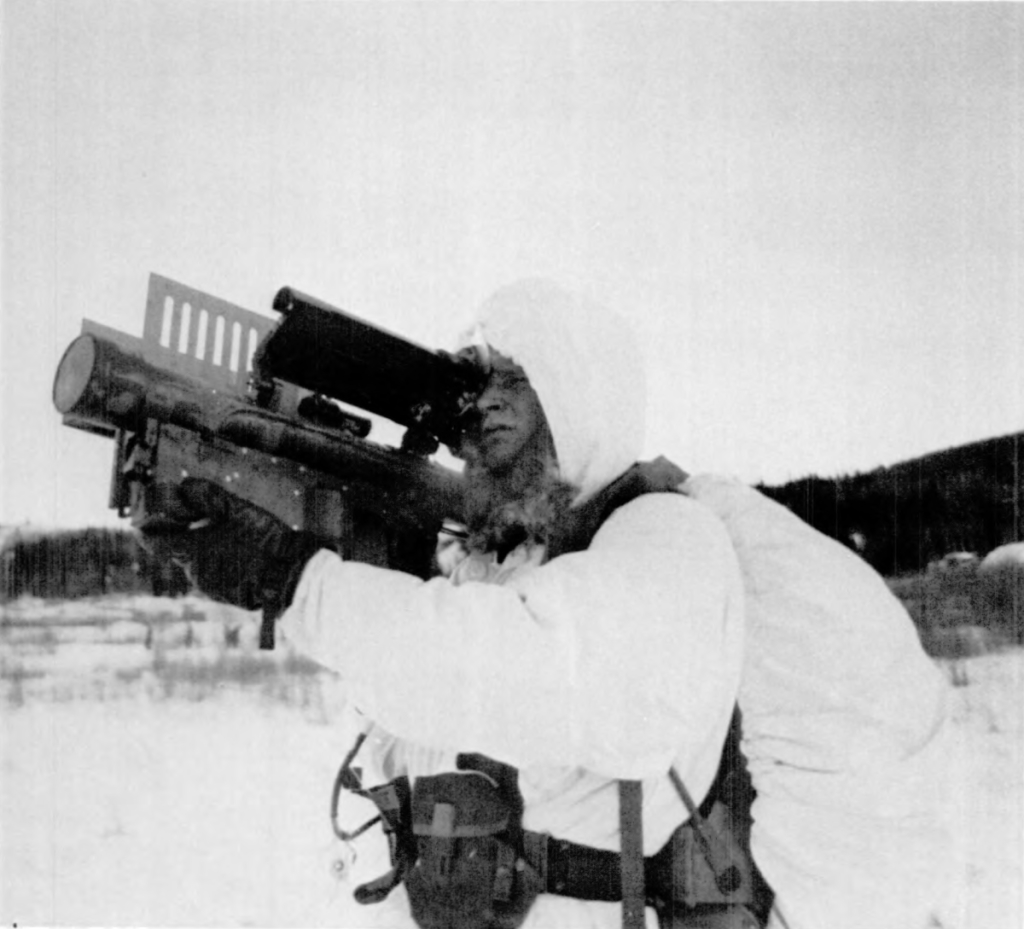
US-Soldat testet 1978 eine Stinger unter winterlichen Wetterbedingungen in Alaska